# Каталонија (Грчка)
Каталонија (грч. Καταλώνια) је насељено место у општини Катерини у периферији Средишња Македонија, Грчка. Према попису из 2021. године било је 324 становника.
Насеље је подигнуто после 1928. године насељавањем грчких избегличких породица, којих је на попису из 1940. године било 234.